# H-3 (潜水艦)
|          |                       |
| 艦歴     |                       |
| 発注:    |                       |
| 起工:    | 1911年4月3日          |
| 進水:    | 1913年7月3日          |
| 就役:    | 1914年1月16日         |
| 退役:    | 1922年10月23日        |
| その後:  | スクラップとして廃棄  |
| 除籍:    | 1930年12月18日        |
| 性能諸元 |                       |
| 排水量:  | 358 トン              |
| 全長:    | 150 ft 4 in           |
| 全幅:    | 15 ft 10 in           |
| 吃水:    | 12 ft 5 in            |
| 機関:    |                       |
| 最大速:  | 14ノット              |
| 乗員:    | 士官、兵員25名        |
| 兵装:    | 18インチ魚雷発射管4門 |

H-3 (USS H-3, SS-30)は、アメリカ海軍の潜水艦。H級潜水艦の1隻。

## 艦歴
ガーフィッシュ (Garfish) は1911年4月3日にワシントン州シアトルのモラン社で起工した。1911年11月17日に H-3 と改名され、1913年7月3日にヘレン・マクユーワンによって命名、進水する。1914年1月16日にピュージェット・サウンドで艦長ウィリアム・R・マンロー中尉の指揮下就役した。
整調後 H-3 は太平洋艦隊に配属され、カリフォルニアからワシントン州にかけての沿岸で活動を開始、姉妹艦の H-1 (USS H-1, SS-28) 、H-2 (USS H-2, SS-29) と共に演習を行った。防護巡洋艦ミルウォーキー (USS Milwaukee, C-21) 、潜水母艦シャイアン (USS Cheyenne, BM-10) と共にカリフォルニア州ユーレカ近くの沿岸で作戦活動中の H-3 は1916年12月16日の朝、霧の中座礁する。乗組員は沿岸警備隊の救命ブイによって救助されたが、H-3 を牽引しようとしたミルウォーキーも座礁し、民間のサルベージ業者が呼び出された。H-3 は小高い砂浜に乗り上げ、流砂に囲まれたため作業は複雑なものとなった。干潮時には海面から75フィートの高さにあったが、満潮時には250フィートに達した。1ヶ月におよぶ困難な作業の後、H-3 は巨大な丸太に乗せられ海に戻された。

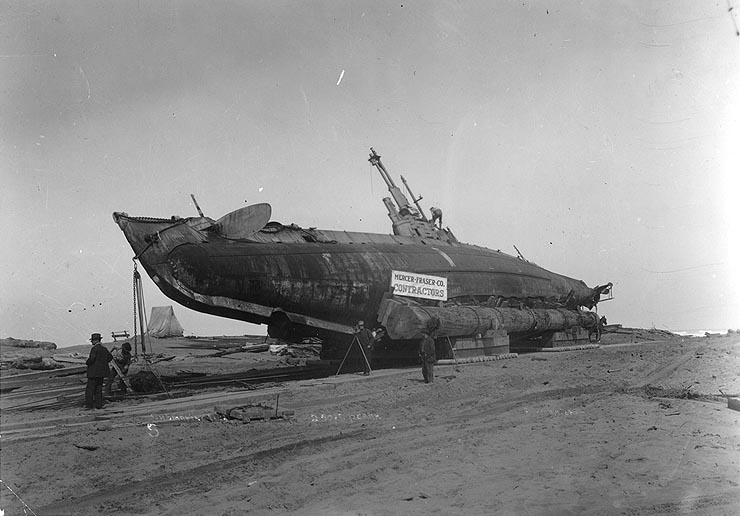
復旧作業中のH-3

救助作業途中の1917年2月4日に H-3 は退役し、4月20日にフンボルト湾で再び進水した。その後カリフォルニア州サンペドロに帰還、第7潜水戦隊の旗艦となり、1922年まで演習および作戦活動に従事した。H-3 は部隊と共に1922年7月25日にサンペドロを出航し、9月14日にハンプトン・ローズに到着した。
H-3 は1922年10月23日にハンプトン・ローズで退役した。1930年12月18日に除籍され、1931年9月14日にスクラップとして廃棄された。